# Hernia crural
Una hernia femoral o crural es una protrusión del contenido de la cavidad abdominal o pelviana por un punto débil del conducto crural debido a un defecto o debilitamiento de la pared abdominal. Es la hernia que se presenta con mayor frecuencia en las mujeres y conlleva una elevada incidencia de estrangulación del contenido herniado, mayormente un asa del intestino delgado. Solo una operación quirúrgica puede resolver una hernia femoral. Entre todas las hernias, se presentan en un 2 - 5% de los casos. Se hace visible por encima y por fuera de la sínfisis púbica en la forma de un abultamiento ovalado en la parte superior del muslo, ocasionalmente doloroso. Además del examen clínico, no es común hacer otros exámenes para diagnosticar una hernia femoral.

## Cirugía
Al tratarse de un orificio muy pequeño, puede realizarse la intervención practicando una mínima incisión de 2 a 3 cm de longitud mediante Cirugía Laparoscópica (o mini-invasiva).

## Hernia de Garengeot
Cuando en el saco herniario de una hernia crural se encuentra un apéndice vermiforme con signos de inflamación, el proceso se designa como hernia de Garengeot.